# Попова, Ульяна Григорьевна
Ульяна Григорьевна Попова (6 февраля 1911 год, Николаевск, Саратовская губерния — 1977 год, Калининский район, Фрунзенская область) — колхозница, звеньевая колхоза «Красный Восток» Калининского района Фрунзенской области, Киргизская ССР. Герой Социалистического Труда (1948).

## Биография
Родилась в 1911 году в городе Николаевск (сегодня — Пугачёв Саратовской области).
В 1928 году начала свою трудовую деятельность в свекловодческом звене в колхозе «Красный Восток» Калининского района. Позднее возглавляла свекловодческое звено в этом же колхозе.
В 1947 году звено Ульяны Поповой вырастило в среднем по 925 центнеров сахарной свеклы на участке площадью 2 гектара. Указом Президиума Верховного Совета СССР от 26 марта 1948 года «за получение высоких урожае сахарной свёклы» удостоена звания Героя Социалистического Труда с вручением ордена Ленина и золотой медали «Серп и Молот».
Этим же указом звания Героя Социалистического Труда были удостоены председатель колхоза Николай Петрович Дородный, бригадир Захар Васильевич Дубинецкий и звеньева Матрёна Ермолаевна Скворцова.
В последующее время по результатам государственной проверки колхозной отчётности выяснилось, что председатель колхоза Николай Петрович Дородный подал в 1947 году недостоверные сведения по урожайности в колхозе и завысил показатели по уборке сельскохозяйственных культур. Отмечалось, что по результатам проверки выявлено о невыполнении планов по посевным площадям на 82 гектара и был завышен валовый сбор пшеницы. Постановлением Верховного Совета СССР № 22 от 19 декабря 1952 года по отношению к Николаю Петровичу Дородному Указ о его награждении званием Героя Социалистического Труда был отменён. Ульяна Григорьевна Попова сохранила свой почётный статус Героя Социалистического Труда.
С 1968 года — персональный пенсионер союзного значения.
После выхода на пенсию проживала в Калининском районе (ныне — Жайылский район), где скончалась в 1977 году.